# Присад (Добрицька область)
При́сад (болг. Присад) — село в Добрицькій області Болгарії. Входить до складу общини Генерал-Тошево.

## Населення
За даними перепису населення 2011 року у селі проживали 425 осіб.
Національний склад населення села:
| Національність   | Кількість осіб | Відсоток |
| ---------------- | -------------- | -------- |
| цигани           | 340            | 80,0%    |
| болгари          | 67             | 15,8%    |
| турки            | 14             | 3,3%     |
| інша             | 0              | 0%       |
| не визначились   | 4              | 0,9%     |
| Всього відповіли | 425            |          |

Розподіл населення за віком у 2011 році:
Динаміка населення: